# Shin Suk-ki Blues
Pour plus de détails, voir Fiche technique et Distribution.
Shin Suk-ki Blues (신석기 블루스) est un film sud-coréen réalisé par Kim Do-hyeok, sorti le 31 décembre 2004.

## Synopsis
Shin Suk-ki, un avocat élégant et très compétent se retrouve lors d'un accident d'ascenseur avec un autre avocat qui, par coïncidence, s'appelle également Shin Suk-ki. Mais les deux hommes ne pourraient pas être plus différents ; alors que le Shin Suk-ki compétent est un beau et talentueux avocat, l'autre Shin Suk-ki est moche, incompétent et un très mauvais avocat. Comme si ce constat n'était pas suffisant, l'élégant Shin Suk-ki se retrouve dans le coma… mais son esprit se retrouve enfermé dans le corps de l'autre Shin Suk-ki. Sa carrière d'avocat tourne mal et sa vie semble un désastre total… jusqu'à ce qu'un client prometteur fait son apparition. Malheureusement, le sort n'en a pas fini avec lui : son nouveau client, Seo Jin-yeong, a été renvoyé par Shin Suk-ki quand il était un avocat élégant travaillant pour un cabinet d'avocats haut de gamme !

## Fiche technique
- Titre : Shin Suk-ki Blues
- Titre original : 신석기 블루스
- Réalisation : Kim Do-hyeok
- Scénario : Jeong Seong-hun et Kim Do-hyeok
- Production : Hwang Ji-woo et Han Seong-gu
- Musique : Jo Seong-wu
- Photographie : Mun Yong-shik
- Montage : Nam Na-yeong
- Société de distribution : Showbox
- Pays d'origine : Corée du Sud
- Langue : coréen
- Format : Couleurs - 1,85:1 - Dolby Digital - 35 mm
- Genre : Comédie dramatique
- Durée : 110 minutes
- Date de sortie : 31 décembre 2004 (Corée du Sud)

## Distribution
- Lee Sung-jae : Shin Suk-ki
- Lee Jong-hyuk : Shin Suk-ki
- Kim Hyun-joo : Seo Jin-yeong
- Shin Yi : Miss Jang
- Kim Chang-wan : Na In-chul